# Urs Hochstrasser

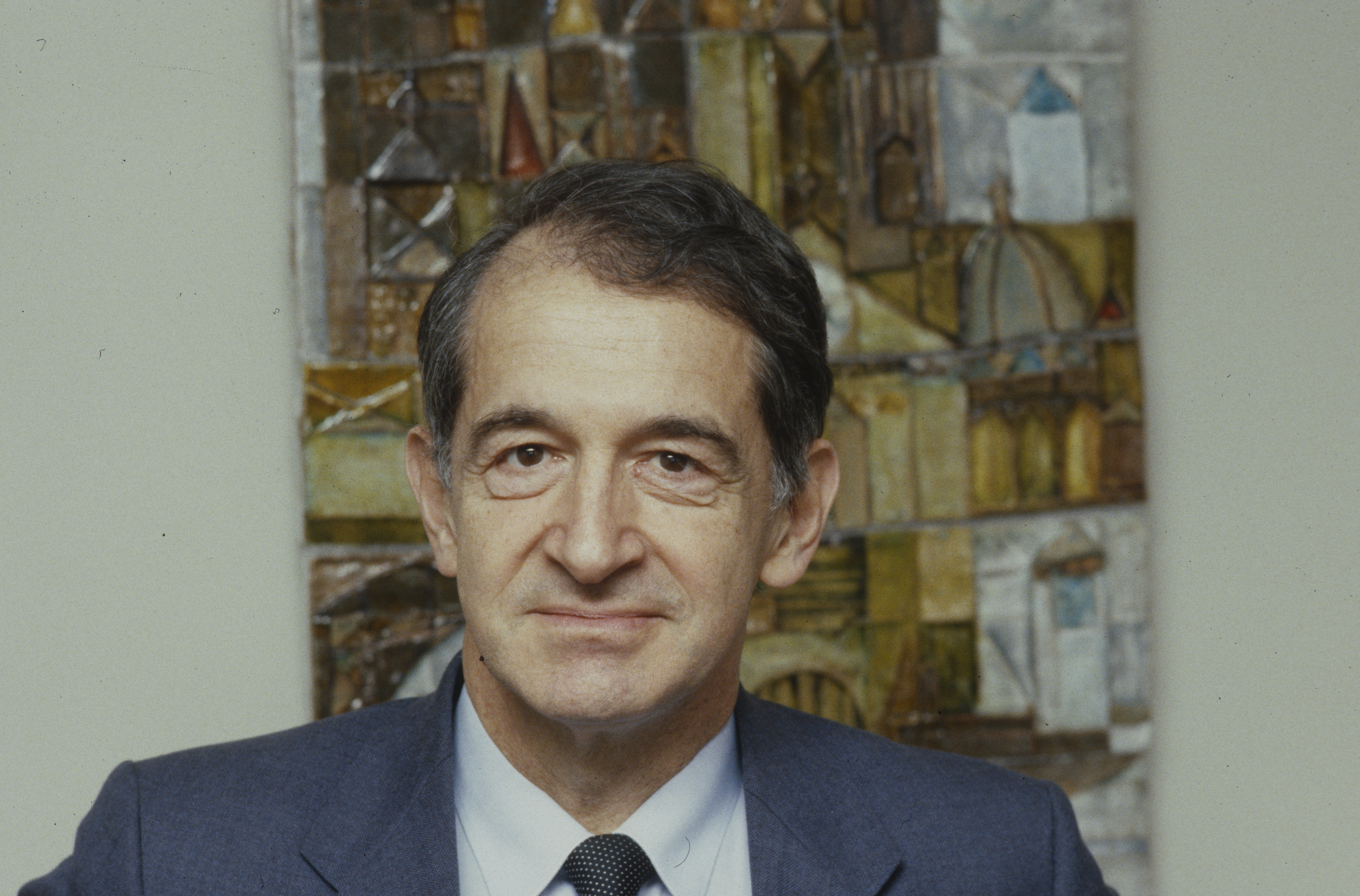
Urs Hochstrasser (1985)

Urs Hochstrasser (* 12. Januar 1926 in Zürich; † 21. Januar 2025;  heimatberechtigt in Zürich und Gisikon) war ein Schweizer Physiker und Hochschullehrer.

## Leben
Urs Hochstrasser war der Sohn des Bauingenieurs Paul und der Margit (geborene Pòk), aus Ungarn. Seine Ehe mit Inge Hermann wurde geschieden. Er studierte Mathematik und Physik an der ETH Zürich und promovierte im Jahre 1954. Anschliessend arbeitete er in Washington als Assistenzprofessor und war von 1957 bis 1958 Direktor des Rechenzentrums sowie ausserordentlicher Professor der Universität Kansas. Im Jahre 1958 wurde er erster Wissenschaftsrat im eidgenössischen diplomatischen Dienst mit Standort in Washington und Ottawa und 1961 wählte der Bundesrat ihn zum Delegierten für Fragen der Atomenergie. Ab 1961 lehrte er zudem an der ETH Zürich und 1968 wurde er zum Honorarprofessor an der Universität Bern ernannt. 1969 wurde er Leiter der neuen Abteilung für Wissenschaft und Forschung, dem späteren Bundesamt für Bildung und Wissenschaft im Eidgenössischen Departement des Innern (EDI). In dieser Funktion war Hochstrasser bis 1989 für die Formulierung und Verwirklichung einer kohärenten und umfassenden Wissenschaftspolitik auf Bundesebene verantwortlich. Von 1993 bis 1996 war er Präsident des Verbands der Schweizerischen Volkshochschulen. 2002 verlieh ihm die Universität Freiburg den Ehrendoktor (Dr. h. c.). Hochstrasser sprach neben Deutsch Französisch, Italienisch, Englisch und Russisch. Am 21. Januar 2025 starb Hochstrasser im Alter von 99 Jahren.